# Evangeli de Vukan
L'Evangeli de Vukan és un manuscrit il·luminat (evangeliari) serbi del segle xiii. Fou escrit a Ras, llavors capital del Principat de Sèrbia, pel monjo Simeó per encàrrec del Príncep Vukan, fill del Rei Esteve Nemanja. És un dels llibres medievals serbis més antics que ha sobreviscut, i l'aprakos més antic escrit en serbi.
Les miniatures de l'Evangeli de Vukan de principis del segle xiii són representatives de l'estil de miniatures de Raška. Es van executar en l'esperit de l'art comnè tardà, caracteritzat per interpretacions gràfiques. El monjo Simeó va fer un llarg aclariment on explicava que el manuscrit havia estat fet pel Gran Župan de la ciutat de Ras, Vukan Nemanjić. És possible que Simeó fos també l'autor de les miniatures.